# قلعه توت ایلام
قلعه یا دژ توت در ناحیه جنوب روستای بانقلان قرار دارد که از توابع شهر ایلام است. این قلعه در میان کشتزارها و باغهای کشاورزی و بر فراز یک تپه باستانی از گذشته بر جای مانده است و به نام قلعه توت معروف است. آثار تخریب شده قلعه توت بر فراز تپه باستانی قلعه توت ملاحظه می‌شود. ارتفاع تپه از سطح زمین‌های اطراف حدود ۱۵ متر اندازه‌گیری شده است. امروز در بنای این قلعه پلان مشخصی دیده نمی‌شود. بخش عمده بنا بر اثر فرسایش و تخریب تدریجی از بین رفته است. سنگ بکار رفته در معماری قلعه، به تدریج برای حصارکشی باغ‌ها و مزارع کشاورزی پیرامون انتقال داده شده که همین مسئله موجب شده تا از معماری قلعه اثری باقی نماند اما این اثر به عنوان یک تپه باستانی قابل مطالعه است.

## شواهد فرهنگی
بر اساس اثر محمودیان (۱۳۸۳)، در تپه تکه‌های متراکم سفال و ابزارهای سنگی دیده می‌شود. سفال‌های بر جای مانده آمده همگی بدون لعاب بوده و اکثراً دارای پوشش گلی نخودی و آجری است. پخت سفال‌ها ناقص بوده و از مواد گیاهی، شن و ماسه برای شاموت آن‌ها استفاده شده است. اکثر سفال‌ها از نوع سفال‌های خشن خمره ای، چرخ ساز و دارای تزیینات افزوده دور کمر یا روی شانه ظروف هستند.

## بقایای معماری
به گفته محمودیان (۱۳۸۳)، در سطح تپه و در گوشه جنوب شرقی آن، توده‌ای از قلوه سنگ به ارتفاع حدوداً یک متر دیده می‌شود، همچنین در حاشیه غربی سطح تپه چند ردیف توده سنگی به صورت خشکه چین دیده می‌شود. به احتمال زیاد این سنگ‌ها بقایای معماری قلعه سطح تپه هستند که در گذشته در ساخت دیوارها بکار رفته است. به دلیل فعالیت‌های نامتعارف کشاورزی در سطح تپه و دامنه‌های آن بافت سطحی تپه و بنای قلعه به هم خورده است. در سطح و سمت جنوب تپه آثار و گچ (و احتمالاً کوره گچ) دیده می‌شود.